# Indolin
Indolin ist eine chemische Verbindung, die als Strukturfragment in vielen Naturstoffen vorkommt.

## Darstellung
Indolin kann durch Reduktion von Indol mit Zinkstaub und 85%iger Phosphorsäure dargestellt werden. Im Gegensatz zu früheren Synthesen kommt es hierbei kaum zu Polymerisation als Nebenreaktion.

## Verwendung
Indolin wird verwendet zur Herstellung von Pharmazeutika und Farbstoffen.